# (4166) Pontryagin
(4166) Pontryagin es un asteroide perteneciente al cinturón de asteroides, descubierto el 26 de septiembre de 1978 por la astrónoma ucraniana Liudmila Zhuravliova desde el Observatorio Astrofísico de Crimea (República de Crimea).

## Designación y nombre
Designado provisionalmente como 1978 SZ6. Fue nombrado Pontryagin en honor al matemático ruso soviético Lev Pontriaguin.